# Tastrup
Tastrup (duń. Tostrup) – dzielnica (Ortsteil) gminy Hürup w Niemczech w kraju związkowym Szlezwik-Holsztyn, w powiecie Schleswig-Flensburg, w urzędzie Hürup. Do 28 lutego 2023 samodzielna gmina.